# Virgin Atlantic
Virgin Atlantic Ltd. (или Virgin Atlantic) — британская авиакомпания, которая принадлежит Virgin Group (51 %) и Singapore Airlines (49 %). Авиакомпания эксплуатирует дальнемагистральные маршруты между Великобританией и Северной Америкой, странами Карибского бассейна, Африкой, Средним Востоком, Азией и Австралией. Основные хабы авиакомпании — лондонские аэропорты Хитроу и Гатвик. Также Virgin использует второстепенный хаб в аэропорту Манчестера. Компания имеет лицензию типа A, которая даёт право на перевозку пассажиров, грузов, почты на самолётах с 20 и более местами.

## История

### Концепция и создание
В 1982 году британский бизнесмен Ричард Брэнсон и Алан Хеллэри, в прошлом старший пилот Laker Airways, решили создать авиакомпанию под названием British Atlantic Airways как прямого наследника Laker Airways.
У Филдса в июне 1982 года родилась идея создать авиакомпанию, которая бы совершала рейсы из Лондона на Фолклендские острова (Фолклендская война уже завершилась и была очевидная потребность в таком авиасообщении). Однако Филдз нуждался в экспертизе проекта, для чего обратился к Алану Хеллэри, бывшему старшему пилоту Laker Airways, который в то же самое время вынашивал аналогичную идею установления прямого авиасообщения между Великобританией и Фолклендскими островами. Хеллэри поддерживал отношения со многими коллегами, которые остались без работы после банкротства Laker Airways. Эти люди и составили костяк команды проекта.
К сожалению, короткая взлётно-посадочная полоса в аэропорту Порт-Стэнли и время, которое требовалось, для её улучшения, сделали идею нежизнеспособной. Отказавшись от идеи полётов на Фолклендские острова, Хеллэри и Филдс решили попробовать получить лицензию для полётов из лондонского аэропорта Гатвик в Нью-Йоркский Международный аэропорт имени Джона Кеннеди. Трёхдневное слушание прошло в мае 1983, тем не менее, их проект был отклонён, после возражений British Caledonian и BAA.
Несмотря на отказ, Хеллэри и Филдс упорно продолжали заниматься проектом, запросив лицензию, для полётов между Гатвиком и аэропортом Ньюарка, южнее Нью-Йорка. Предполагалось, что British Atlantic Airways будут использовать 380-местный DC10, на рейсах в Ньюарк. Однако, столкнувшись с перспективой прямой конкуренции с People Express, быстро развитие лоу-кост авиакомпаний, которые также базировались в Ньюарке, компаньоны решили привлечь дополнительное финансирование до начала работы новой авиакомпании.
Филдс познакомился с Ричардом Брэнсоном на вечеринке в Центральном Лондоне и предложил ему партнёрство для того, чтобы только родившаяся авиакомпания смогла подняться в воздух. После длительных переговоров Филдс согласился на уменьшение доли до 25 % в новой авиакомпании (переименованной в Virgin Atlantic) и стал первым председателем правления. (После ряда разногласий относительно операционной деятельности компании, Филдс позднее согласился продать долю за начальную сумму 1 млн фунтов стерлингов с последующими выплатами в момент выплаты первых дивидендов Virgin Atlantic. В результате судебного решения эти дополнительные выплаты Филдс получил перед своей смертью от рака в 1997 году. Филдс также получил пожизненное право полётов Высшим Классом для себя, своей семьи и матери).
22 июня 1984 года Virgin Atlantic выполнила первый рейс между Гатвиком и аэропортом Ньюарка на первом, тогда единственном, арендованном Boeing 747-200 (G-VIRG), прежде эксплуатировавшемся Aerolineas Argentinas. Авиакомпания стала прибыльной в течение первого года работы, с помощью относительно недорогого, подержанного Boeing 747, который стало возможно взять в аренду благодаря финансовой помощи Virgin Records. Авиакомпания также вовремя вышла на рынок, в начале лета, в то время как пиковый сезон для путешествий как раз длится с июня по сентябрь. 2 марта 2023 года вошла в альянс SkyTeam.

### Годы становления
В 1986 авиакомпания приобрела второй Boeing 747 и открыла второй маршрут из Гатвика в международный аэропорт Майами. В дальнейшем авиакомпания продолжала приобретать самолёты и открывать новые маршруты из Гатвика в Нью-Йорк (1988), Токио (1989), Лос-Анджелес (1990), Бостон (1991), и Орландо (1992). В 1987 началась эксплуатация маршрута из лондонского аэропорта Лутон в Дублин на турбовинтовом самолёте Vickers Viscount, но в 1990 это направление было закрыто.

### Последующие события
В декабре 1999 Virgin Group продала 49 % долю в Virgin Atlantic авиакомпании Singapore Airlines за 600,25 млн ф. ст. Virgin Group всё ещё принадлежит 51 %.
В августе 2002 Virgin Atlantic стала первой авиалинией, которая стала эксплуатантом Airbus A340-600.
В 2002 Virgin Atlantic перевезла 3,8 млн пассажиров. В 2006 было перевезено уже 4,9 млн пассажиров, что было седьмым показателем среди британских авиакомпаний, однако при этом в пассажиро-километрах Virgin Atlantic заняла второе место в связи с тем, что она эксплуатирует дальнемагистральные маршруты.
Во время выбора столицы Летних Олимпийских игр 2012, Virgin Atlantic добавили надпись «London 2012» на хвосте многих своих самолётов в поддержку предложения Лондона.

## Конкуренция с British Airways
Virgin Atlantic на своих маршрутах была серьёзным конкурентом British Airways с момента её создания.

### Открытие рейсов из Хитроу
В январе 1991 Правительство Великобритании дало возможность Virgin работать из аэропорта Хитроу, отменив так называемые «Правила Распределения Воздушного Движения Лондона» в связи с растущим недовольством ими в отрасли.

### Сложное финансовое положение Virgin Atlantic в начале 1990-х
По сообщениям некоторых внутренних источников Virgin Atlantic в начале 1990-х годов сталкивалась с финансовыми трудностями. Это было связано с резким сокращением спроса на авиаперелёты, вызванным как экономическим спадом начала 1990-х годов, так и опасениями населения летать самолётами после первой войны в Персидском заливе. В то время консервативное правительство Великобритании пыталось взять под контроль решение проблем International Leisure Group (ILG) и её дочерней авиакомпании Air Europa, в результате которых было потеряно 4000 рабочих мест, и хорошо знало о том, что Dan-Air, более крупная независимая авиакомпания, чем Virgin Atlantic в то время, находится на грани банкротства. Правительство осознавало, что многие служащие этих независимых авиалиний, рабочие места которых находились под угрозой, жили в консервативных избирательных округах. Поэтому правительство решило позволить Virgin Atlantic использовать аэропорт Хитроу, отменяя «Правила распределения воздушного движения Лондона», несмотря на возражения British Airways, чей менеджмент оказывал значительное влияние на правительство.

### «Правила распределения воздушного движения Лондона»
«Правила распределения воздушного движения Лондона» начали действовать с 1 апреля 1978 года и были применены задним числом с апреля 1977 года. Эти правила были направлены на «более справедливое» распределение воздушного трафика между лондонскими аэропортами Хитроу и Гатвик, двумя главными международными аэропортами Великобритании. Политика правил была направлена на увеличение использования аэропорта Гатвик, с тем, чтобы аэропорт стал получать прибыль.
«Правила распределения воздушного движения Лондона» говорили о том, что авиакомпании, не обслуживавшие международные регулярные рейсы из/в Хитроу до 1 апреля 1977 года не могут претендовать на открытие рейсов из этого аэропорта. Для своих рейсов такие компании должны были использовать Гатвик. Однако авиакомпании которые не работали в Хитроу до вступления в силу этого закона могли начинать выполнять внутренние рейсы из аэропорта при условии, что BAA, которое управляло и Хитроу и Гатвиком от имени Правительства, а также Секретариат Министерства Транспорта, предоставило им специальное разрешение для этого. Кроме того, «Правила распределения воздушного движения Лондона» запретили все новые грузовые перевозки и все чартерные рейсы из Хитроу с 1 апреля 1978 года.

### Ответ British Airways
Решение дать возможность работать в Хитроу всем желающим — противоречащее договору о воздушных перевозках между США и Великобританией Бермуда II — вызвало возмущение председателя правления British Airways Лорда Кинга, который остановил финансирование British Airways Консервативной Партией Великобритании, которая была у власти в то время. Лорд Кинг был, кроме того, возмущён последующим решением авиационных властей Великобритании передать две пары неиспользованных слотов British Airways в токийском аэропорту Нарита Virgin Atlantic, чтобы позволить Virgin Atlantic увеличить её частоту между Хитроу и Токио от четырёх до шести еженедельных рейсов в обе стороны, таким образом облегчив для Virgin Atlantic конкуренцию с British Airways на очень прибыльном рынке. Лорд Кинг назвал решение авиационных властей передать эти слоты одному из его конкурентов «конфискацией собственности его компании».

### «Грязные трюки»
Решение Правительства отменить «Правила распределения воздушного движения Лондона» и позволить маленьким только созданным авиакомпаниям вроде Virgin Atlantic начать полёты из Хитроу при прямой конкуренции с British Airways тогда стало главной причиной для так называемой кампании «грязных трюков» British Airways против Virgin Atlantic.
В 1992 году директор по связям с общественностью British Airways Дэвид Бернсайд написал статью в «BA News», корпоративном журнале British Airways, которая утверждала, что заявления Брэнсона против British Airways были просто рекламным трюком. Брэнсон предъявил иск British Airways за клевету. British Airways предпочла уладить дело до суда. British Airways заплатила штраф около 3 млн ф. ст., покрыла убытки Брэнсона 500 тыс. ф. ст. и выплатила 110 тыс. ф. ст. его авиакомпании. Брэнсон разделил свои 500 тыс. ф. ст. среди своих сотрудников (так называемая «премия British Airways»), каждый получил по 166 ф. ст.
В 1990-х годах самолёты Virgin Atlantic были украшены словами «No-Way BA/AA» в протест против слияния компаний British Airways и American Airlines.
В 1997 году, после объявления British Airways о замене флага Великобритании на хвостах самолётов на этнические мотивы, Virgin использовали это заявление в своих интересах, изобразив флаг Великобритании на вертикальных законцовках своего самолёта и заменили красную окраску на «Scarlet Lady» на носу самолёта флагом Великобритании с текстом «Britain’s Flag Carrier». Это был намёк на традиционную роль British Airways «флагманского перевозчика» Великобритании.
Отношения с British Airways значительно улучшились с назначением Рода Эддингтона на должность CEO British Airways, хотя конкуренция между этими двумя авиакомпаниями продолжилась. Эддингтон заменил Роберта Эйлинга, ключевого игрока в деле «грязных трюков».
В июне 2006 года представитель Virgin Atlantic предупредил власти США и Великобритании о возможном ценовом сговоре между Virgin Atlantic и British Airways. В августе 2007 года British Airways была оштрафована на 271 млн ф. ст. Virgin Atlantic не была оштрафована за сговор, так как именно она сообщила о действиях British Airways.

## Направления
Около 75 % рейсов Virgin Atlantic отправляются из аэропорта Хитроу, остальные рейсы из Лондона используют аэропорт Гатвик. Некоторые рейсы отправляются из аэропорта Манчестера и один рейс из международного аэропорта Глазго. C 2013 года планировала начать осуществлять полёты в Москву, однако позже назначение на данный маршрут получила авиакомпания EasyJet.

## Флот
Флот Virgin Atlantic состоит из самолётов производства Airbus и Boeing, средний возраст которых в октябре 2007 составлял 6,3 года. Boeing 747-400 используются на всех рейсах из Гатвика и Манчестера. Boeing 747 и Airbus A340 используются попеременно на рейсах из Хитроу.
Кроме ожидаемых от поставщика Airbus A350-1000, Virgin Atlantic также заказала самолёты Boeing 787-9 и Airbus A380-800. Изначально ожидалось, что A380 выйдет на линии в 2006 году, однако в связи с проблемами с поставками новой модели Airbus срок был перенесён.
Заказ на 15 самолётов модели 787 был сделан 24 апреля 2007 года с опционом ещё на 8 и правами на приобретение ещё 20. Эти самолёты должны заменить старшие A340-300 и должны расширить сеть. Virgin планирует использовать новые самолёты на новых рейсах в Рио-де-Жанейро, Сиэтл, Ванкувер, Бангкок, и Мельбурн, а также рассчитывают, что дальнемагистральные 787-е смогут сделать беспосадочные перелёты в Перт, Австралия и Гонолулу, Гавайи экономически выгодными, впервые в истории авиакомпании. Virgin объявила о намерении увеличить заказ на 787-го до 23 штук 8 июля 2007 года.
Virgin также ведёт переговоры с Boeing и Airbus о заказе на 10 высоковместительных топливоэффективных дальнемагистральных широкофюзеляжных самолётов для полётов из Гатвика. Это потенциально является или заказом на Boeing 747-8, или заказом на дополнительные A380-800. Решение по этому вопросу ожидалось в мае 2008 года. Доставка новых самолётов начнётся в 2012 году, во время летних олимпийских игр в Лондоне.
Самолёты Virgin окрашены преимущественно в красные и серебряные ливреи. Около носа каждого самолёта изображена девушка в стиле пинап кисти художника Кена Уайта, называемая «Scarlet Lady» («Алая Леди»). Уайт использовал мотивы изображений Альберто Варгаса времён Второй мировой войны, один из самолётов даже носит имя Varga Girl. Этот мотив был видоизменён с появлением в 1999 году серебряной ливреи. На каждом самолёте изображён флаг Великобритании, и каждый самолёт имеет собственное имя. Имена обычно женские, например Ladybird, Island Lady и Ruby Tuesday, однако некоторые называются в честь пункта назначения. Известное исключение — The Spirit of Sir Freddie. Этот самолёт назван в честь Фредди Лейкер, создателя Laker Airways, который помог Virgin Atlantic встать на крыло после банкротства собственной авиакомпании. G-VFAB, Lady Penelope специально перекрашивался в честь 21-летия Virgin Atlantic. Scarlet Lady была перемещена в хвост самолёта, а сам самолёт временно был переименован в Birthday Girl.
27 сентября 2006 года Ричард Брэнсон от имени Virgin Atlantic Airways, объявил о плане мероприятий по сокращению выхлопа в атмосферу, сокращению веса самолёта и потреблению топлива. Был также эксперимент, в котором самолёты буксировались к взлётно-посадочной полосе с целью экономии топлива, однако широкого применения он не нашёл.
Два самолёта Virgin Atlantic были показаны в фильме о Джеймсе Бонде, Казино «Рояль». Airbus A340-600 (G-VWIN) и Boeing 747—400 с Ричардом Брэнсоном и сотрудниками Virgin Atlantic были показаны в сцене в международном аэропорту Майами.
В ноябре 2007 года Spice Girls объявили, что Virgin Atlantic будет их партнёром в мировом турне The Return of the Spice Girls. В декабре 2007 года Boeing 747—400 G-VFAB был переименован в Spice One.

### В настоящее время
В марте 2018 года воздушный флот авиакомпании Virgin Atlantic составляли следующие самолёты:
| Тип самолёта     | В эксплуатации | Заказано | Опцион | Пассажировместимость | Пассажировместимость | Пассажировместимость | Пассажировместимость | Примечания |
| Тип самолёта     | В эксплуатации | Заказано | Опцион | J                    | W                    | Y                    | Всего                | Примечания |
| Airbus A330-200  | 4              | —        | —      | 19                   | —                    | 271                  | 290                  | Бывшие самолёты авиакомпаний Air Berlin. Получат новый пассажирский салон до ноября 2018 года.                           |
| Airbus A330-300  | 10             | —        | —      | 31                   | 48                   | 185                  | 264                  | |
| Airbus A350-1000 | 12             |          |        | будет определено     | будет определено     | будет определено     | будет определено     | 8 самолётов авиакомпания выкупит, 4 возьмёт в лизинг. Цена контракта 4,4 млрд долларов США. Первые поставки в 2019 году. |
|                  |                |          |        |                      |                      |                      |                      | |
| Boeing 787-9     | 17             | —        | 5      | 31                   | 35                   | 198                  | 264                  | |
| Всего            | 46             | 12       | 5      |                      |                      |                      |                      | |

### Выведенные из эксплуатации модели
В прошлом в Virgin Atlantic эксплуатировались следующие типы самолётов:

## Авиапроисшествия
На январь 2008 года авиакатастроф с участием самолётов авиакомпании не зарегистрировано.
- 5 ноября 1997 после многочисленных попыток выпустить шасси Airbus A340-300 G-VSKY совершил вынужденную посадку в Хитроу. Самолёт и взлётно-посадочная полоса были повреждены. Самолёт был успешно эвакуирован, некоторые пассажиры получили небольшие травмы.
- 8 февраля 2005 у самолёта Airbus A340-600 (G-VATL) по пути из Гонконга в Лондон, отказала компьютерная система управления расходом топлива, в результате чего левый двигатель потерял мощность. Вскоре после того, как правый двигатель также начал плохо работать, экипаж начал перелив топлива в ручном режиме. Самолёт сделал вынужденную посадку в аэропорту Амстердама. После инцидента европейскими авиационными службами было выпущено 4 рекомендации по безопасности полётов[17].
- 15 июля 2006 G-VWKD (Airbus A340-600), получил повреждения во время взлёта в аэропорту Гонконга и после аварийного слива топлива вернулся в аэропорт для ремонта.
- 29 декабря 2014 борт G-VROM (Boeing 747-400) летел из Лондона в Лас-Вегас, однако после взлёта у самолёта не убралось шасси. Во время выполнения аварийной посадки обнаружилось что правую основную стойку шасси заклинило в невыпущенном положении.

## Слоганы
За время существования Virgin использовала много слоганов, в том числе:
- «Mine’s Bigger Than Yours» (дословно: «У меня больше, чем у тебя»)

Был написан на Airbus A340-600, когда он был самым длинным самолётом в мире.
- «4 Engines 4 Longhaul» (дословно: «4 двигателя для дальних перелётов»)

Слоган был написан на двигателях самолётов, так как все самолёты всей Virgin в то время были четырёхдвигательными самолётами, противопоставляя их двухдвигательным дальнемагистральным самолётам British Airways Boeing 777 и Boeing 767. Слоган перестал использоваться в 2006 году, в связи с тем, что авиакомпания планировала заказать двухдвигательные Boeing 787.
- «Avoid The Q» (дословно: «Избегайте Q»)

Использовался на рейсах Virgin из Хитроу через Гонконг в Сидней, под Q подразумевался Qantas, который также эксплуатирует этот маршрут. Слоган был направлен на продвижение онлайн услуг Virgin в противопоставлении с «Q’s» queues (очередями Q).
- «Keep Discovering — Until You Find The Best» (дословно: «Исследуйте — пока вы не найдёте лучшее»)

Использовался на рейсах из Хитроу в Дубай в ответ на слоган конкурента Emirates — 'Keep Discovering'
- «BA can’t keep it [Concorde] up!» (дословно: «British Airways не может содержать Конкорд!»)

Был написан на хвосте G-VFOX в июне и июле 2003 года после того, как British Airways объявила о выводе из эксплуатации Concorde в октябре этого же года.
- «No Way BA/AA» (дословно: «Нет пути British Airways/American Airlines»)

Использовался в конце 1990-х годов на нескольких 747—400 как протест против партнёрства British Airways/American Airlines. BA/AA заняли 100 % рынка на некоторых маршрутах из США в Великобританию (например из Далласа/Форт-Уэрта в Лондон), и более 50 % на нескольких других (например из Чикаго в Лондон, JFK в Лондон).
Другие известные слоганы: «More experience than the name suggests», «Virgin, seeks travel companion(s)», «Love at first flight», «You never forget your first time», «Extra inches where it counts», «Fly a younger fleet», «One call does it all», «Hello gorgeous», а также кампания с участием Остина Пауэрса, «There’s only one Virgin on this T-shirt (or bus, etc.) baby» и «Twice a day to London» когда Остин Пауэрс летел верхом на фюзеляже 747 Virgin Atlantic. В то время G-VTOP временно носил название «Austin Powered».

## Альтернативные топлива
В феврале 2008 года Virgin Atlantic провела испытания топлива с 20 % содержанием биотоплива. Boeing 747 пролетел из Лондона в Амстердам, при этом один из четырёх двигателей GE CF6-80C2 работал на 20 % биотопливе, состоящем из кокосового масла и масла орехов с дерева babassu, произрастающего в Бразилии.
В марте 2008 Ричард Брэнсон заявил, что Virgin Atlantic испытывает в аэропорту Лос-Анджелеса три водородных автомобиля, и рассматривает возможность перевода на водород весь парк своих лимузинов для VIP клиентов.

## Дополнительная информация
- Gregory, Martyn. Dirty Tricks: British Airways' Secret War Against Virgin Atlantic. New York: Virgin, 2000. ISBN 0-7535-0458-8
- Bower, Tom. Branson. UK: Fourth Estate, 2001 ISBN 1-84115-400-8
- Branson, Richard. Losing my Virginity - The Autobiography (неопр.). — London, UK: Virgin Books Ltd., 2006 [2nd reprint].